# Âne grand noir du Berry
Pour les articles homonymes, voir Berry (homonymie).
L’âne grand noir du berry est une race d’âne originaire du centre de la France, et plus particulièrement de l'ancienne province du Berry qui correspond de nos jours aux départements du Cher et de l’Indre. C'est un animal de grande taille caractérisé par sa robe noire. Il est utilisé principalement pour le tourisme et le loisir, avec une qualité particulière pour la selle. C'est une race à faible effectif avec un élevage très centré dans son berceau d'origine.

## Histoire
Les origines de cet âne sont sujettes à conjectures. Certains pensent qu'il proviendrait d'Algérie, importé massivement au début de l'époque coloniale; d'autres que des maquignons d'origine gitane l'auraient importé dans les importantes foires locales. Au début du XXe siècle, Lignières devient le centre du maquignonnage du grand noir du Berry.
La race n'a été reconnue officiellement qu'en 1994. Il s'agit de la deuxième race asine française à être reconnue par les Haras Nationaux, derrière le baudet du Poitou près d'un siècle auparavant. Le stud-book compte près de 2000 sujets en 2017. Il s'exporte même vers la Belgique, la Hollande ou l'Allemagne.

## Description

### Morphologie

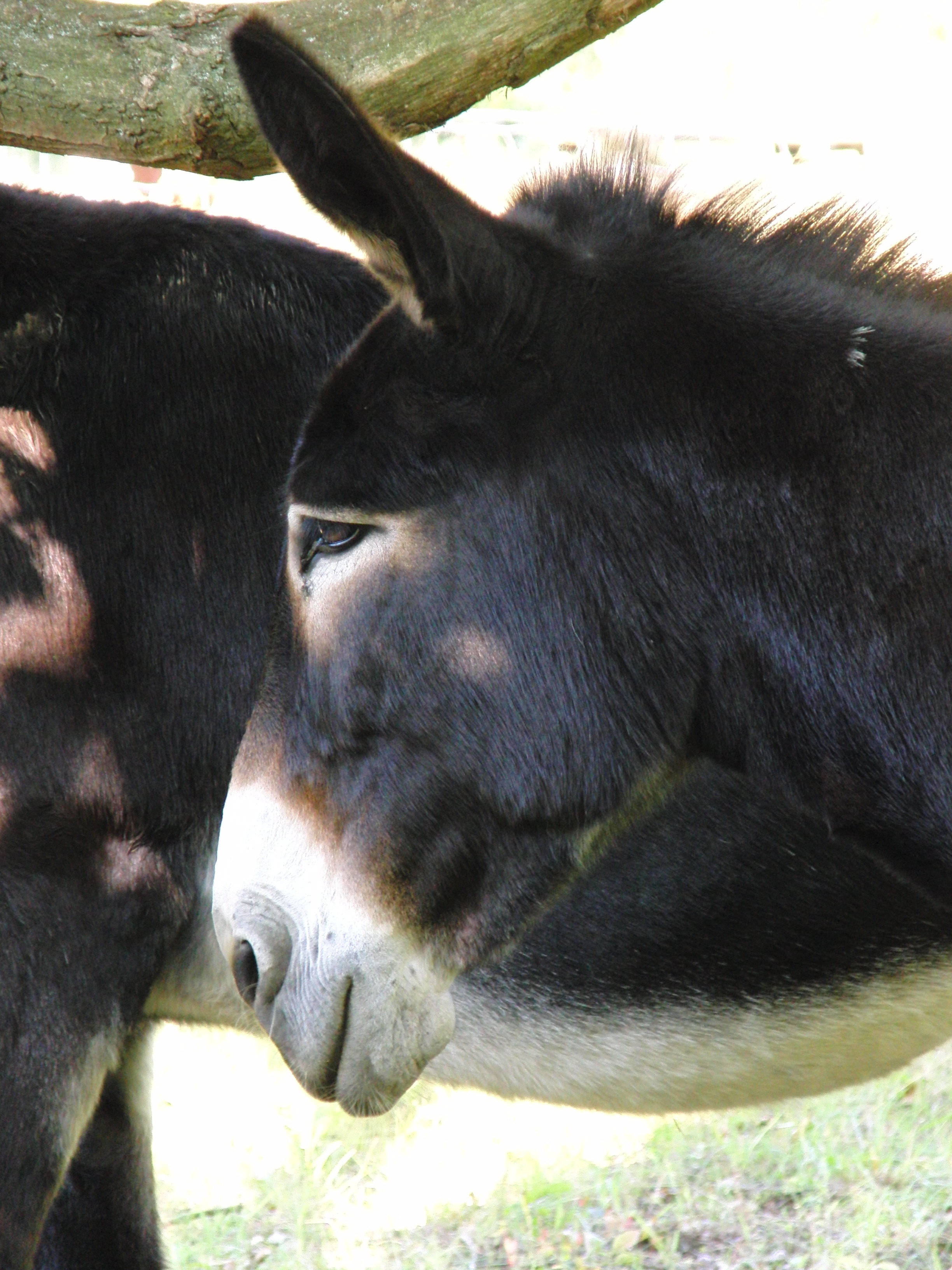
Tête d'un Grand noir du Berry.

C’est un âne de grande taille mesurant entre 1,35 m et 1,45 m au garrot pour le mâle et au minimum 1,30 m pour la femelle. Le tête est rectiligne. Ses oreilles sont larges, bien ouvertes et sans échancrure. L'encolure est forte et le dos droit. L'arrière-main est bien ronde et les membres sont solides.

### Robe
La robe, à poil ras, est uniformément foncée, bai brun à noir pangaré, avec le ventre gris clair,. Elle ne présente ni bande cruciale, ni raie de mulet, ni de zébrures sur les membres. Son nez, plus clair, est dit « de biche ». Le pourtour de l'œil est blanc, parfois doublé de roux.

## Utilisations
Cette race fut d’abord un animal de trait, utilisé tant pour les travaux des champs dans le Berry, notamment pour travailler la vigne, que pour haler les péniches le long du canal de Berry et du canal de Briare. Animal docile et fort, il est reconverti de nos jours dans le tourisme et les loisirs, par exemple pour transporter les bagages de randonneurs,.
Le Grand noir du Berry est également une race d'âne adaptée à la selle. Il répond en effet parfaitement aux qualités physiques et mentales requises pour répondre à cette utilisation.

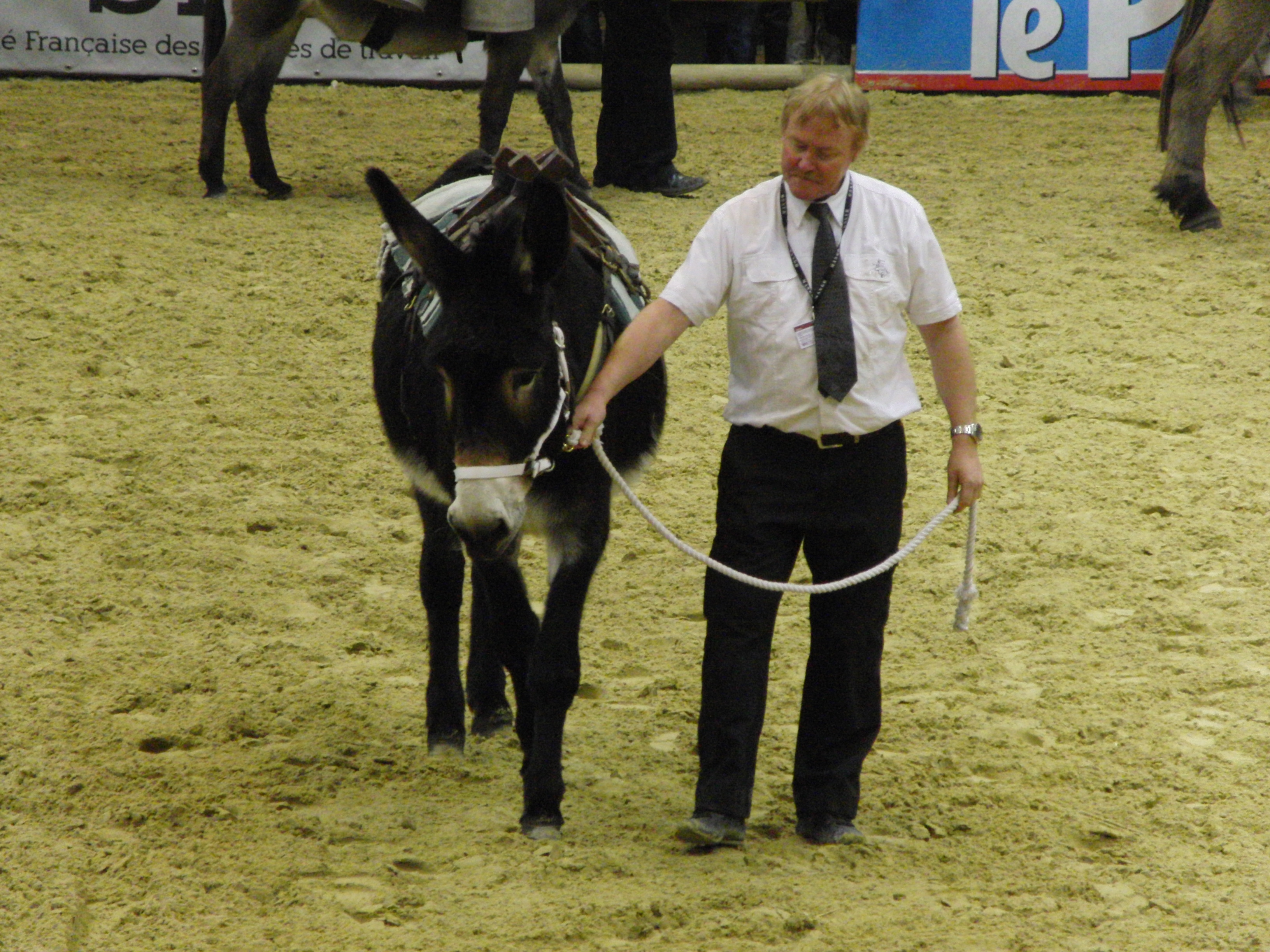
Grand noir du Berry bâté.
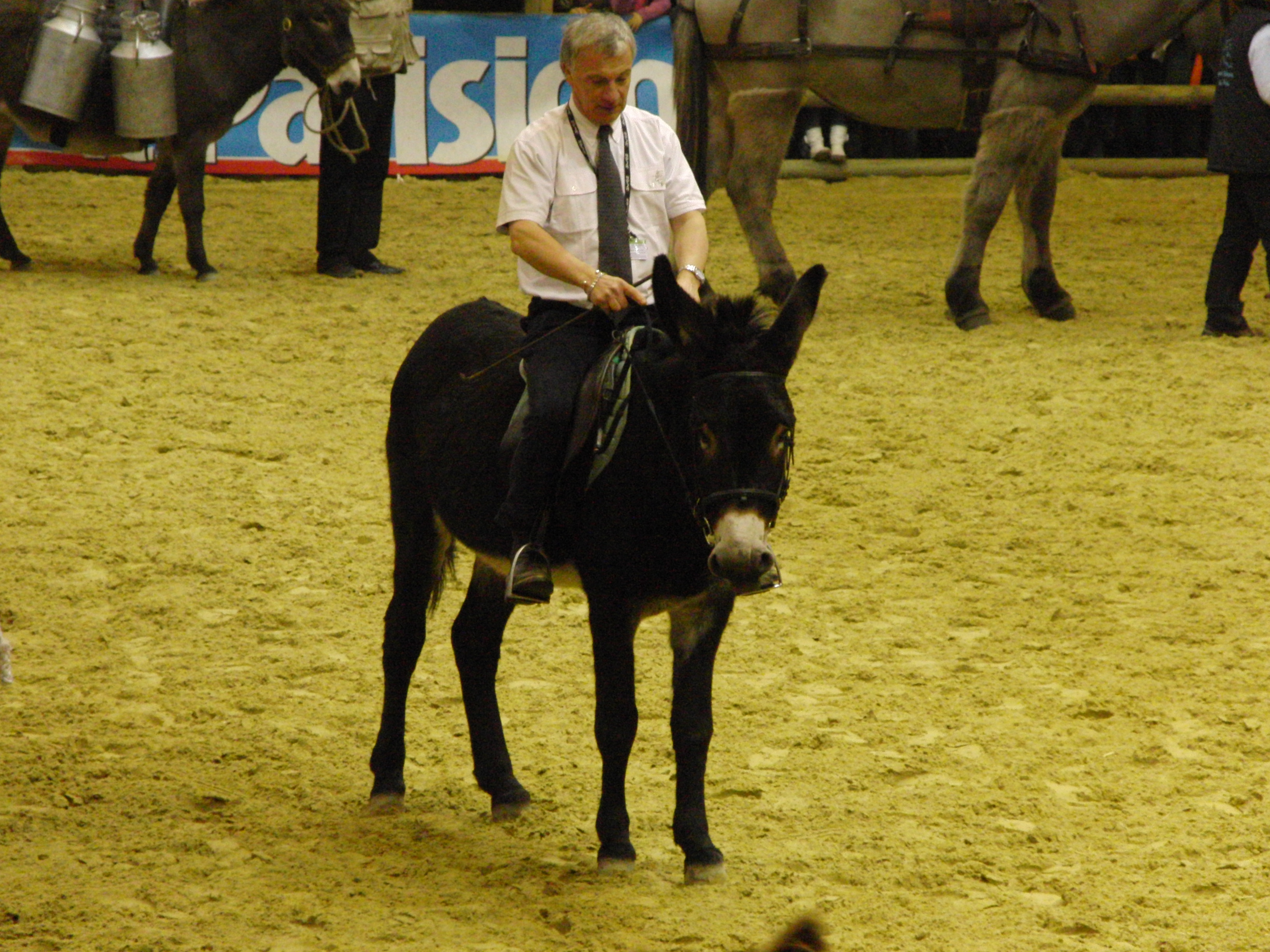
Grand noir du Berry monté.

## Diffusion de l'élevage

Logo de l'Association Française de l'Âne Grand Noir du Berry.

L'Association Française de l'Âne Grand Noir du Berry (AFAGNB) est l’association nationale de race qui gère le Grand noir du Berry. Elle a pour but de promouvoir l'élevage et l'utilisation de la race, de développer et contrôler son élevage, et également de tenir le stud-book.
L’effectif de cette race est très réduit. On recense environ 1 300 individus en 2014. L'élevage d'ânes grand noir du Berry est très présent dans les départements du Cher, de l'Indre, de la Nièvre et de l'Allier. Près de 60 % des effectifs sont localisés en « Boischaut », dans le sud du Berry. On dénombre 32 éleveurs d'ânes grand noir du Berry en activité en France en 2013. Cette même année, on recense 32 naissances d'ânes grand noir du Berry, soit 5 % du total des naissances asines. On compte également 24 baudets en activité et 65 ânesses saillies.
À l'étranger, la race est aussi présente en Belgique, en Allemagne et en Suisse,.
| Année                          | 2006 | 2007 | 2008 | 2009 | 2010 | 2011 | 2012 | 2013 |
| ------------------------------ | ---- | ---- | ---- | ---- | ---- | ---- | ---- | ---- |
| Nombre de naissances en France | 55   | 70   | 48   | 59   | 45   | 36   | 39   | 32   |

En 2023, il est considéré par l'Institut national de recherche pour l'agriculture, l'alimentation et l'environnement (INRAE) comme une race asine française menacée d'extinction.